# Copahue (vulcan)

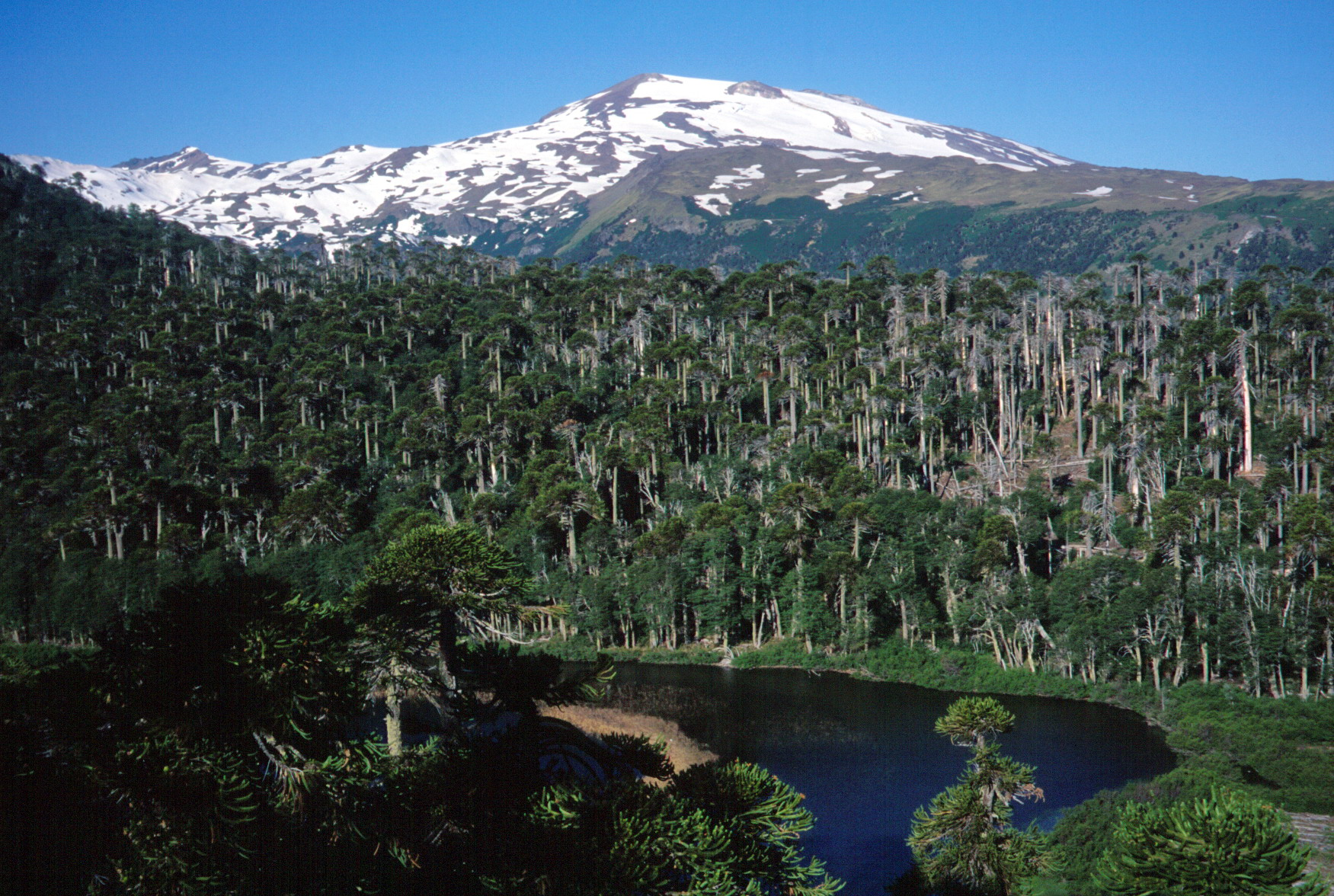
Copahue (vulcan)

Copahue este un vulcan situat între regiunea Biobío, Chile și provincia Neuquén, Argentina. Conul vulcanului atinge înălțimea de 2997 metri. Este situat în apropiere de lacul omonim și are o activitate normală.